# Principauté de Bayreuth
Pour les articles homonymes, voir Bayreuth (homonymie).
1398–1791
Entités précédentes :
- Burgraviat de Nuremberg

Entités suivantes :
- Royaume de Prusse
 Royaume de Bavière (1810)

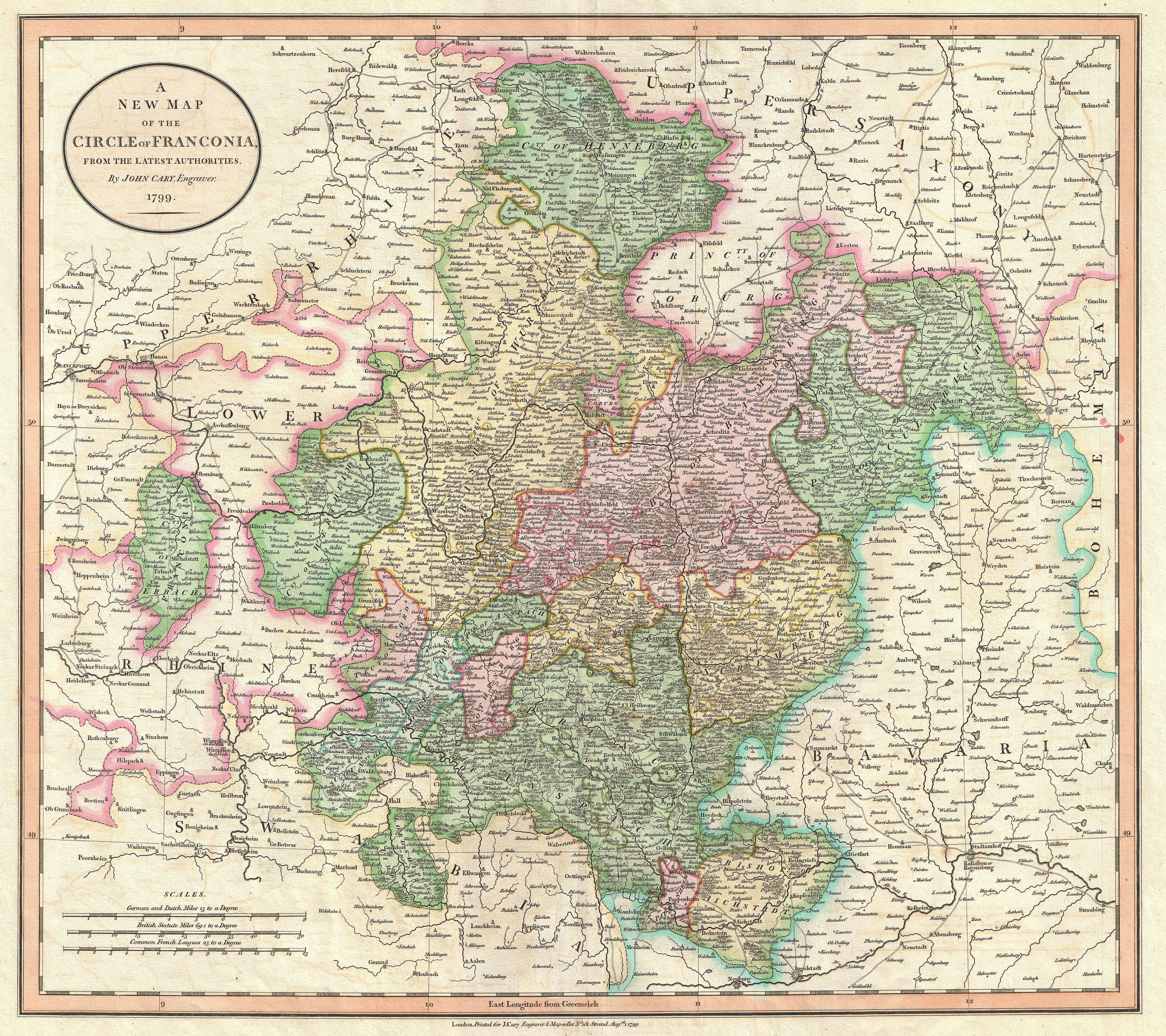
La principauté de Bayreuth (en vert et jaune).

La principauté de Bayreuth (en allemand : Fürstentum Bayreuth), également nommée margraviat de Brandebourg-Bayreuth (Markgraftum Brandenburg-Bayreuth), fut un État immédiat du Saint-Empire romain, centrée sur la ville de Bayreuth en Franconie. 
Issue du burgraviat de Nuremberg à la fin du XIVe siècle, elle fut connue sous le nom de principauté de Kulmbach (Fürstentum Kulmbach) jusqu'en 1604. Après avoir pris la possession de la marche de Brandebourg en 1415, les souverains de la branche cadette franconienne des Hohenzollern portèrent le titre de margrave bien que cette principauté ne fût pas une marche au sens historique.

## Histoire

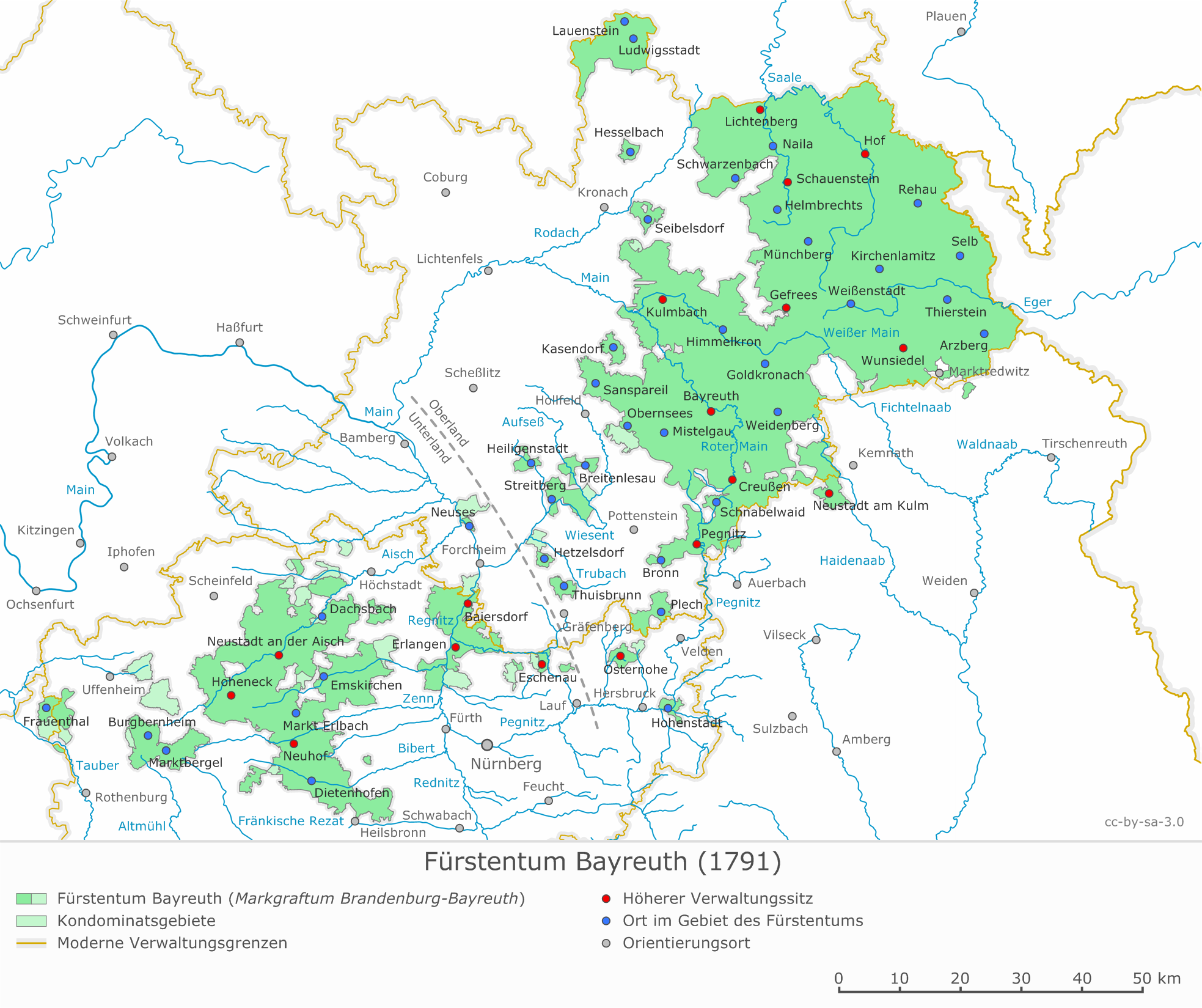
La principauté de Bayreuth en 1791.

La principauté de Brandebourg-Bayreuth fut créée après la mort du burgrave Frédéric V de Nuremberg, le 21 janvier 1398, lorsque ses terres furent divisées entre ses deux fils. Le fils aîné, Jean III de Nuremberg reçut Bayreuth, le plus jeune, Frédéric Ier de Brandebourg reçut la principauté d'Ansbach.
Les deux principautés de Bayreuth et Ansbach furent réunies après la mort de Jean III de Nuremberg, le 11 juin 1420. En 1415, Frédéric Ier de Brandebourg devint électeur de Brandebourg. À sa mort, le 21 septembre 1440, son territoire fut divisé entre ses fils : Kulmbach fut attribué à l'aîné, Jean IV de Brandebourg-Kulmbach, tandis que le second fils, Frédéric II de Brandebourg reçut le Brandebourg, Ansbach échut au troisième fils Albert III Achille de Brandebourg.
En 1457, Jean III de Nuremberg renonça à ses droits, la principauté de Brandebourg-Kulmbach fut attribuée à Albert III Achille de Brandebourg. Plus tard, la principauté de Bayreuth fut divisée en différentes branches cadettes de la maison de Brandebourg. En 1500, cette principauté devint une partie du cercle de Franconie.
En 1655, Bayreuth fut répartie entre le Brandebourg-Bayreuth et le Brandebourg-Kulmbach. En 1726, ses terres furent réunies. La lignée de Brandebourg-Bayreuth s'éteignit le 20 janvier 1769 avec la mort de Frédéric-Christian. Cette principauté fut attribuée à Charles-Alexandre de Brandebourg-Ansbach. Le 2 décembre 1791, il vendit la souveraineté de sa principauté au roi Frédéric-Guillaume II de Prusse, le 28 janvier 1792, Bayreuth fut régi par des gouverneurs prussiens.

## Liste des margraves de Brandebourg-Bayreuth
- 1398-1420 : Jean III de Nuremberg
- 1420-1440 : Frédéric Ier, frère du précédent
- 1440-1457 : Jean « l'Alchimiste », fils du précédent
- 1457-1486 : Albert Ier Achille, frère du précédent, pas d'héritier
- 1486-1495 : Sigismond, fils du précédent, pas de descendance
- 1495-1515 : Frédéric II, frère du précédent
- 1515-1527 : Casimir, fils du précédent
- 1527-1553 : Albert II Alcibiade, fils du précédent, pas de descendance
- 1553-1603 : Georges-Frédéric, cousin du précédent, pas de descendance
- 1603-1655 : Christian, fils de l'électeur Jean II Georges de Brandebourg
- 1655-1712 : Christian-Ernest, petit-fils du précédent
- 1712-1726 : Georges-Guillaume, fils du précédent, pas d'héritier
- 1726-1735 : Georges-Frédéric-Charles, cousin du précédent
- 1735-1763 : Frédéric III, fils du précédent, pas d'héritier
- 1763-1769 : Frédéric-Christian, oncle du précédent, pas d'héritier
- 1769-1791 : Charles-Alexandre, cousin du précédent